# Сури, Меган

Ме́ган Су́ри (англ. Megan Suri; род. 28 марта 1999) — американская актриса индийского происхождения, известная по главной роли Бинду Шодри в фильме «Плохое воспитание Бинду» (2019).

## Карьера
Меган снялась в роли Рани в фильме «День святого Валентина», далее молодая актриса снималась в эпизодической роли Самиры в сериале от HBO «На грани», сыграла роль Клэр в детективном сериале «Кости», в 2019 году девушка сыграла главную роль в фильме «Плохое воспитание Бинду», в 2021 Меган сыграла повторяющуюся роль в сериале от Netflix «Я никогда не…».

## Фильмография
| Год  | Заголовок               | Роль          |
| ---- | ----------------------- | ------------- |
| 2010 | День Святого Валентина  | Рани          |
| 2019 | Плохое воспитание Бинду | Бинду Чаудри  |
| 2020 | Драмарама               | Клэр          |
| 2023 | Заклятие. Зло внутри    | Самидха (Сэм) |
| 2023 | Пропавшая без вести     | Веена         |
| 2025 | Компаньон               | Кэт           |

## Телевидение
| Год     | Заголовок                          | Роль          | Заметки            |
| ------- | ---------------------------------- | ------------- | ------------------ |
| 2015    | На грани                           | Самира        | Четыре эпизода     |
| 2017    | Кости                              | Клэр          | Эпизодическая роль |
| 2017    | Guidance                           | Нави Гупта    | Эпизодическая роль |
| 2017    | Человек будущего                   | Дочь          | Эпизодическая роль |
| 2017    | Американская семейка               | Tardy Student | Эпизодическая роль |
| 2018-19 | Нетипичный                         | Куинн         | Четыре эпизода     |
| 2019    | Просто нет слов                    | Рози          | Эпизодическая роль |
| 2019    | Как избежать наказания за убийство | Рэйчел        | Эпизодическая роль |
| 2020    | Трудности ассимиляции              | Симран        | Эпизодическая роль |
| 2020    | 13 причин почему                   | Неизвестная   | Эпизодическая роль |
| 2021    | Я никогда не                       | Аниса         | Повторяющаяся роль |
| 2021    | Мира — королевский детектив        | Джоти         | Эпизодическая роль |